# 孔茨
孔茨是德国莱茵兰-普法尔茨州的一个市镇。总面积44.54平方公里，总人口17855人，其中男性8779人，女性9076人（2011年12月31日），人口密度401人/平方公里。